# Subjonctif passé
 (décembre 2016).
Si vous disposez d'ouvrages ou d'articles de référence ou si vous connaissez des sites web de qualité traitant du thème abordé ici, merci de compléter l'article en donnant les références utiles à sa vérifiabilité et en les liant à la section « Notes et références ».

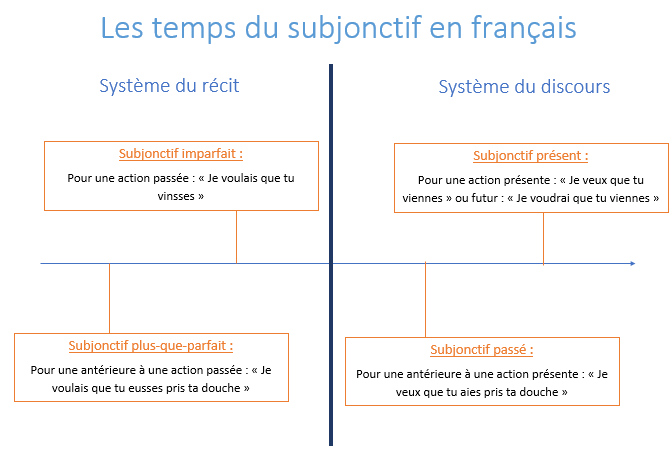
Système du récit et du discours au subjonctif

Le subjonctif passé est un tiroir verbal de la conjugaison des verbes français. Le subjonctif passé est un temps composé du mode subjonctif, c’est-à-dire qu'il présente une action possible, envisagée. Il s'emploie lorsque l'action est antérieure à une action au subjonctif présent. 

## Conjugaison
Le subjonctif passé se construit avec l'auxiliaire être ou avoir au subjonctif présent suivi du participe passé du verbe à conjuguer. 
 Étant donné qu'il est extrêmement important de connaître les auxiliaires être et avoir au subjonctif présent pour conjuguer au subjonctif passé, voici les conjugaisons de ces deux auxiliaires au subjonctif présent.

Être :
- Que je sois
- Que tu sois
- Qu'il, qu'elle, que l'on soit
- Que nous soyons
- Que vous soyez
- Qu'ils, qu'elles soient

Avoir :
- Que j'aie
- Que tu aies
- Qu'il, qu'elle, que l'on  ait
- Que nous ayons
- Que vous ayez
- Qu'ils, qu'elles  aient

### Verbes du premier groupe
- Que j'aie mangé
- Que tu aies mangé
- Qu'il, qu'elle, que l'on  ait mangé
- Que nous ayons mangé
- Que vous ayez mangé
- Qu'ils, qu'elles  aient mangé

### Verbes du deuxième groupe
- Que j'aie fini
- Que tu aies fini
- Qu'il, qu'elle, que l'on  ait fini
- Que nous  ayons fini
- Que vous  ayez fini
- Qu'ils, qu'elles  aient fini

### Verbes du troisième groupe
- Que je sois parti
- Que tu sois parti
- Qu'il, qu'elle, que l'on soit parti(e)
- Que nous soyons parti(e)s
- Que vous soyez parti(e)s
- Qu'ils, qu'elles soient parti(e)s

### Avoir
- Que j'aie eu
- Que tu aies eu
- Qu'il, qu'elle, que l'on  ait eu
- Que nous ayons eu
- Que vous ayez eu
- Qu'ils, qu'elles  aient eu

### Être
- Que j'aie été
- Que tu aies été
- Qu'il, qu'elle, que l'on  ait été
- Que nous ayons été
- Que vous ayez été
- Qu'ils, qu'elles aient été